# Hisakichi Toyoda
Hisakichi Toyoda (kanji : 豊田 久吉), né le 2 janvier 1912 à Yamaguchi et mort à la fin des années 1990, est un ancien nageur japonais.
Son petit-fils, Kenji Watanabe est un ancien nageur japonais qui a participé aux Jeux olympiques d'été de 1984, 1988 et 1992. 

## Jeux olympiques
- Jeux olympiques de 1932 à Los Angeles (États-Unis) :
  -  Médaille d'or au titre du relais 4 × 200 m nage libre.